# Grudusk (gmina)
Grudusk – gmina wiejska w województwie mazowieckim, w powiecie ciechanowskim. W latach 1975–1998 gmina położona była w województwie ciechanowskim.
Siedziba gminy to Grudusk.
Według danych z 30 czerwca 2004 gminę zamieszkiwało 3927 osób. Natomiast według danych z 31 grudnia 2017 roku gminę zamieszkiwało 3659 osób.

## Struktura powierzchni
Według danych z roku 2002 gmina Grudusk ma obszar 96,69 km², w tym:
- użytki rolne: 91%
- użytki leśne: 4%

Gmina stanowi 9,1% powierzchni powiatu.

## Demografia

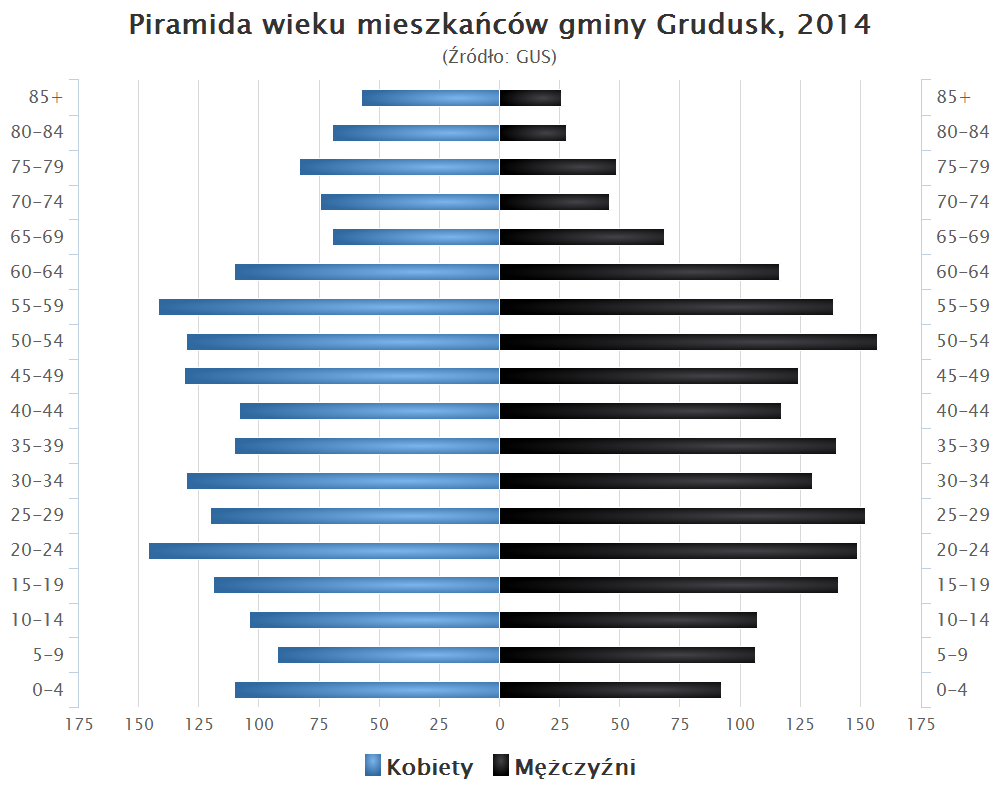
Piramida wieku mieszkańców gminy Grudusk w 2014 roku

Dane z 30 czerwca 2004:
| Opis                              | Ogółem | Ogółem | Kobiety | Kobiety | Mężczyźni | Mężczyźni |
| --------------------------------- | ------ | ------ | ------- | ------- | --------- | --------- |
| jednostka                         | osób   | %      | osób    | %       | osób      | %         |
| populacja                         | 3927   | 100    | 1956    | 49,8    | 1971      | 50,2      |
| gęstość zaludnienia (mieszk./km²) | 40,6   | 40,6   | 20,2    | 20,2    | 20,4      | 20,4      |

## Sołectwa
Borzuchowo-Daćbogi, Grudusk, Humięcino, Humięcino-Andrychy, Humięcino-Klary, Humięcino-Koski, Kołaki Wielkie, Leśniewo Dolne, Leśniewo Górne, Łysakowo, Mierzanowo, Nieborzyn, Przywilcz, Pszczółki Górne, Purzyce-Rozwory, Purzyce-Trojany, Rąbież Gruduski, Sokołowo, Sokólnik, Strzelnia, Stryjewo Wielkie, Wiksin, Wiśniewo, Żarnowo, Zakrzewo Wielkie.
Wsie bez statusu sołectwa: Pszczółki-Czubaki, Pszczółki-Szerszenie, Stryjewo Małe

## Sąsiednie gminy
Czernice Borowe, Dzierzgowo, Regimin, Stupsk, Szydłowo